# مسجد شریف‌الملک کوچک
مسجد شریف‌الملک کوچک مربوط به اوایل دوره پهلوی است و در همدان، میدان آرامگاه بوعلی، خیابان بین‌النهرین، محله خاتونیه واقع شده و این اثر در تاریخ ۵ تیر ۱۳۸۴ با شمارهٔ ثبت ۱۱۹۴۹ به‌عنوان یکی از آثار ملی ایران به ثبت رسیده است.